# Asperjoc
Asperjoc is een gemeente in het Franse departement Ardèche (regio Auvergne-Rhône-Alpes) en telt 361 inwoners (1999). De plaats maakt deel uit van het arrondissement Largentière. Asperjoc is op 1 januari 2019 gefuseerd met de gemeente Antraigues-sur-Volane tot de gemeente Vallées-d'Antraigues-Asperjoc. 

## Geografie
De oppervlakte van Asperjoc bedraagt 8,4 km², de bevolkingsdichtheid is 43,0 inwoners per km².
De onderstaande kaart toont de ligging van Asperjoc met de belangrijkste infrastructuur en aangrenzende gemeenten.

## Demografie
Onderstaande figuur toont het verloop van het inwonertal (bron: INSEE-tellingen).

Vanwege een beveiligingsprobleem met de MediaWiki Graph-software is het momenteel niet mogelijk deze grafiek weer te geven. Zodra de software is bijgewerkt zal de grafiek vanzelf weer zichtbaar worden.

## Afbeeldingen

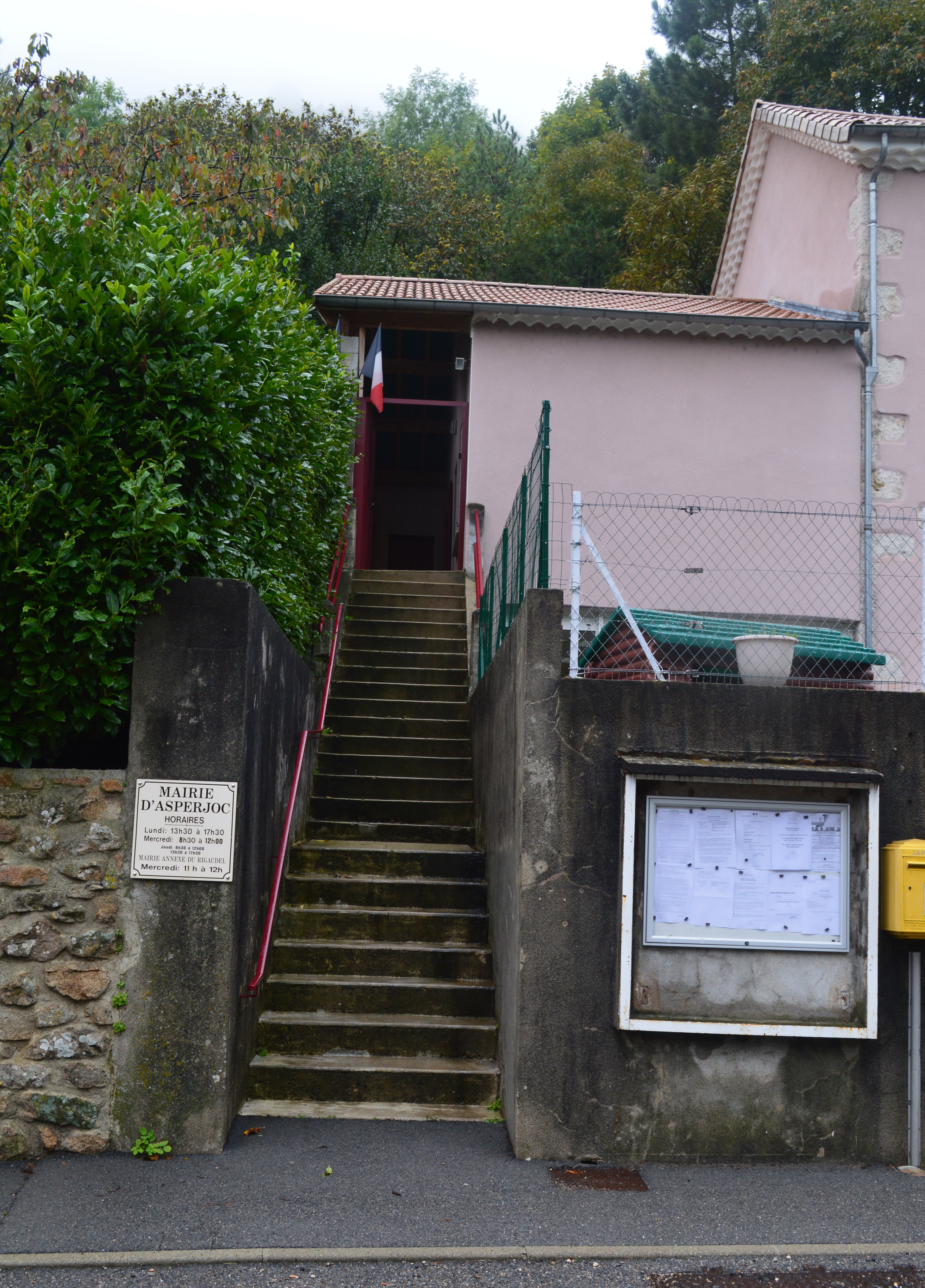
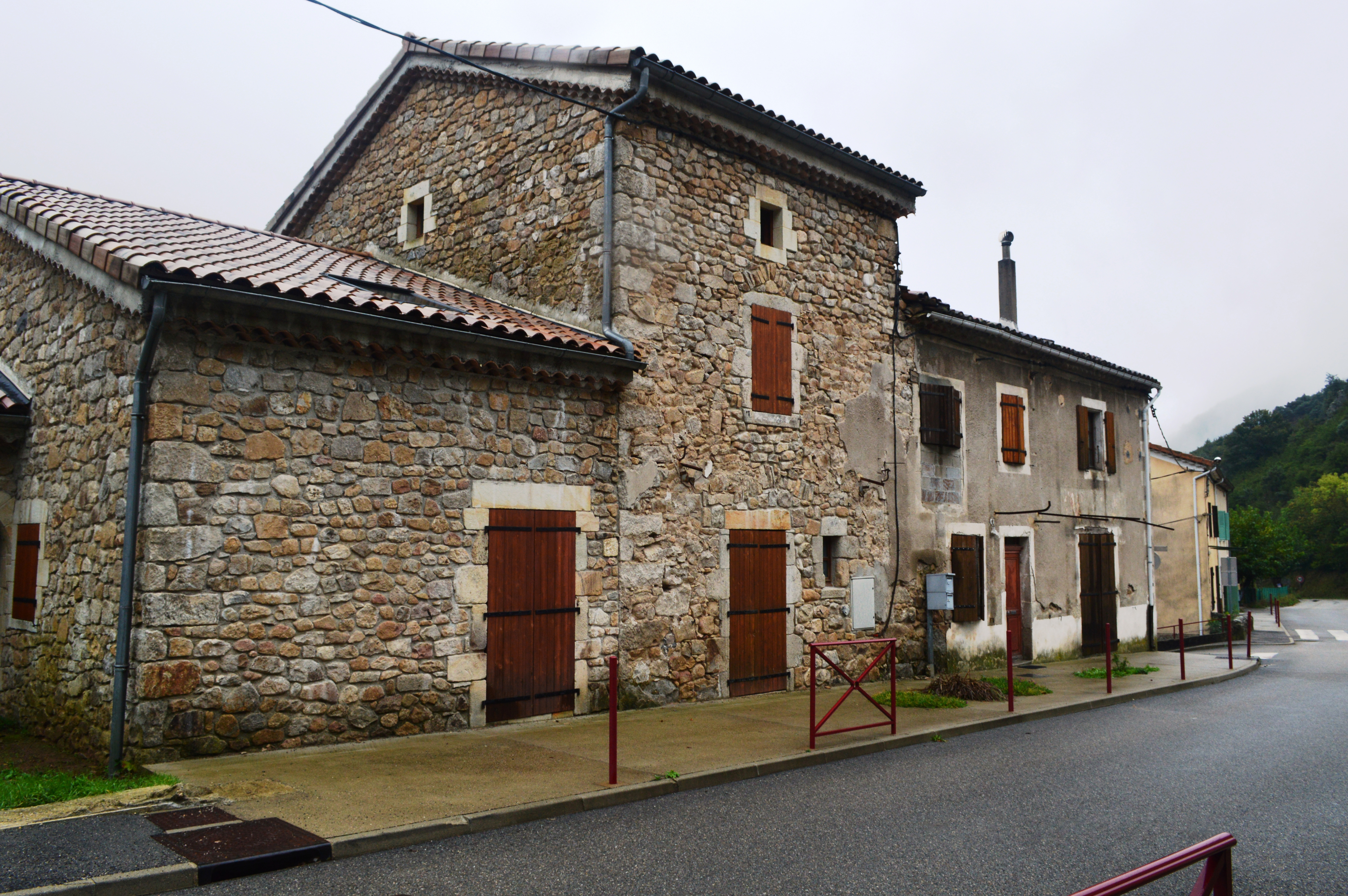
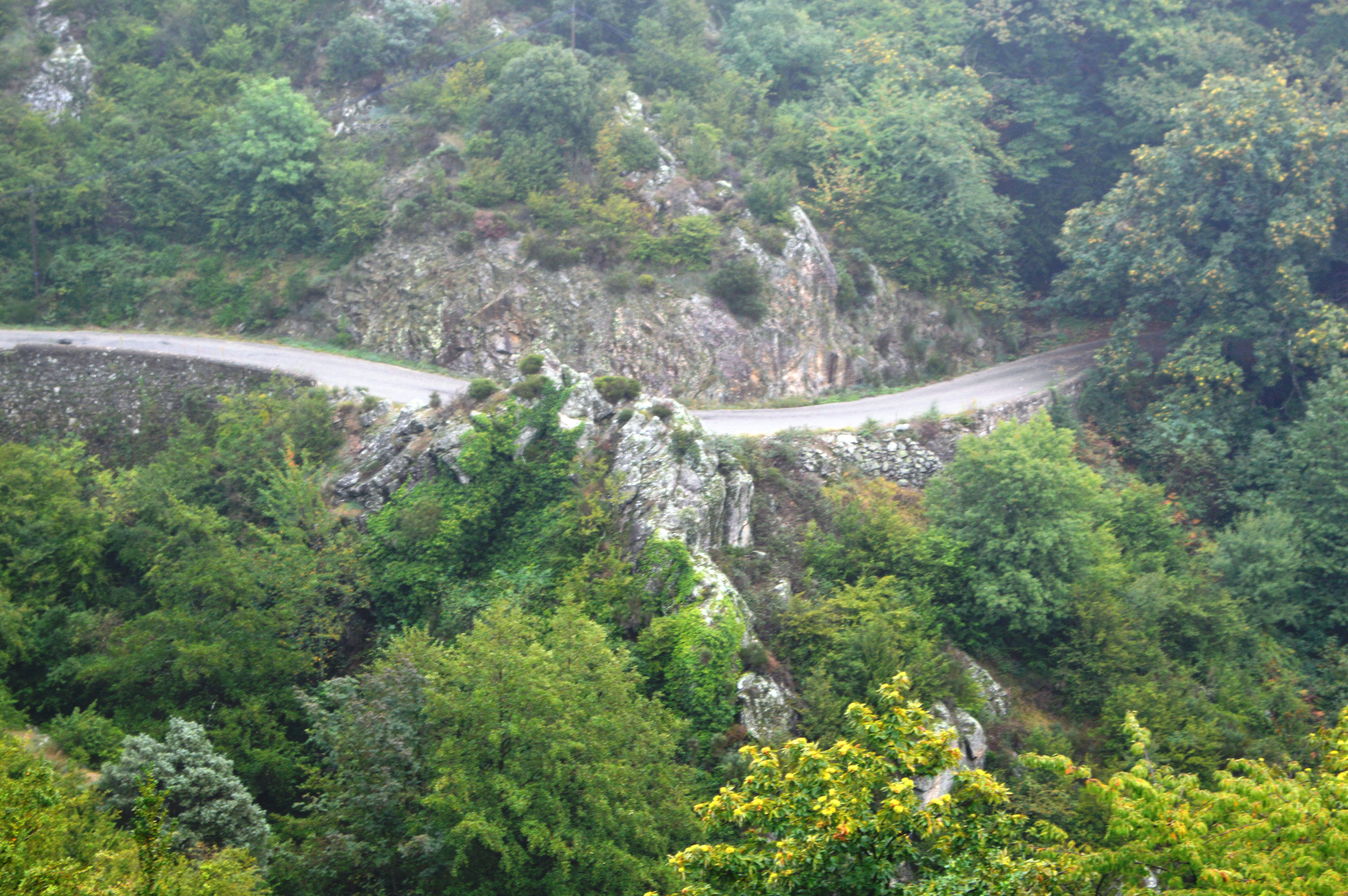
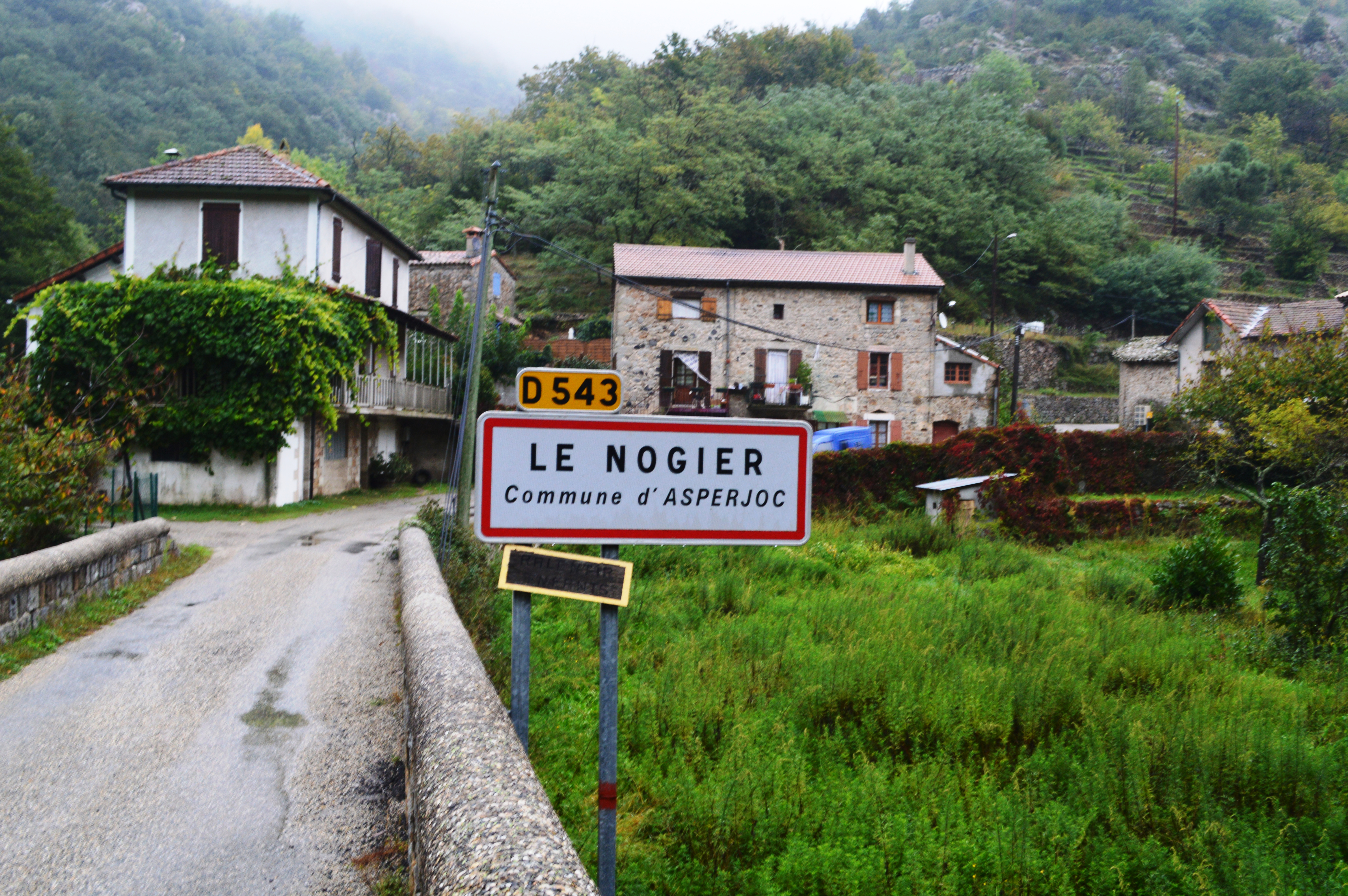